# Франко-в'єтнамські відносини
Французько-в'єтнамські відносини розпочалися ще у 17 столітті з місією батька єзуїта Олександра де Родоса. У XVIII столітті до Віртую відвідали різні торговці, до тих пір, поки основна причетність французьких сил під Пігнеу-де-Беейне з 1787 по 1789 р. Не допомогла встановити династію Нгуєн. Франція була дуже втягнута у В'єтнам у 19-му столітті під приводом захисту роботи католицьких місіонерів у країні. Франція поступово вирізала для себе колосальну колонію, яка утворила б Французьку Індокитаю в 1887 році. Франція продовжувала вести В'єтнам як колонію до поразки Франції в Першій війні в Індокитаї та проголошення незалежності В'єтнаму в 1954 році.

## Перші контакти
Одним з перших французів, який відвідав В'єтнам, був батько єзуїтів Олександр де Родес, який прибув туди в 1620 році. Поки він був у В'єтнамі, він написав перший в'єтнамський катехізис, і він пішов жити.
Олександр де Родс повернувся до Європи в 1650 році, щоб виступити за відправлення єпископів, щоб краще супроводжувати розвиток римського католицизму у В'єтнамі (в той час близько 100 000 прихожан) та відправлення єпископів з метою створення сильного місцевого духовенства та уникнути у В'єтнамі катастрофічне викорінення християнства, як це видно з випадку християнства в Японії близько 1620:
"У нас є всі підстави побоюватися, про те, що сталося з Японською Церквою, може трапитися і з церквою Аннаму, бо ці царі, як у Тонкині, так і в Кочинчині, дуже могутні і звикли до війни … Це необхідно, щоб Святий Престол, власним вихованням, дарує пастирям ці східні регіони, де християни розмножуються чудово, щоб, без єпископів, ці люди вмирали без загадків і явно ризикували прокляття".- Олександр де Родс.
Зусилля Олександра де Родоса призвели до створення Паризького товариства іноземних представництв, що означає участь католицької Франції як нової місіонерської влади в Азії. З 1660 року в Аюттхаї, Сіамі, Мгр Паллу та Мгр Ламберт де ла Мотта була створена база, з якої було зроблено численні спроби відправити місіонерів до В'єтнаму.
Тим часом єзуїти продовжували свої зусилля у В'єтнамі. У 1658 році батьки Манонель Феррейра та француз Йосип Тіссаньє приїхали до Тонкіна, але вони були вигнані в 1664 р. Під владою Тріхну Талька і бігли в Аюттхаю. У червні 1666 р. База Аюттхая Товариства іноземних місій Парижа відправила отця Франсуа Дейдієра до Тонкіна, який зміг реорганізувати там католиків, хоча він і переховувався. Сам г-н Ламберт де ла Мотт також відвідає місію в Тонкині в 1669 році і посилить ту організацію під торговельною діяльністю французької компанії «East India Company».
У 1680 році французька компанія East India відкрила фабрику в Фо Хіен. Відомий француз П'єр Пувр відвідав В'єтнам з 1720 року.

## Військова співпраця (1787—1820)
Основні статті: французька допомога Нгуєну Анху, Пігнеу-де-Беайне та Джа Лонг.

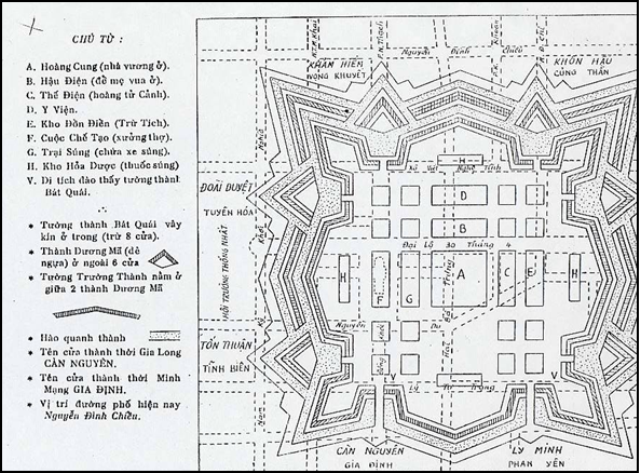
Цитадель Сайгону була побудована Олів'є де Пуйманелем для Нгуєн-Пюк-Ан в залежності від конструкцій Ваубана у 1790 році.

Наприкінці XVIII століття повстання Ті Сена скинуло сім'ю Нгуєн, однак його член Нгуєн Ань, майбутній імператор Зя Лонг, за допомогою французького католицького священика Піньйо де Бейєна, титульного єпископа Адрана, отримав договір союзу з французьким королем Людовиком XVI: Версальський договір, підписаний 21 листопада 1787 р. У відповідь Дзя Дол пообіцяв відмовитися від Пуло-Кондора французьким і дати концесію французам в Туране (сучасний Дананг), а також ексклюзивні права торгівлі. Цей договір ознаменує початок французького впливу в Індокитаї, але губернатор в Пондічеррі граф де Конуей відмовився пройти через реалізацію цього договору, залишивши Піньон де Бейейн власними силами.
Незважаючи на ці незручності, між 1789 і 1799 роками французькі війська, підготовані Піньєу де Бейєн, змогли підтримати Джа Лонга, щоб набувати у всьому В'єтнамі . Французи навчали в'єтнамських військ, створили військово-морський флот і будували фортифікаційні споруди в стилі Vauban, такі як Цитадель Сайгон або Цитадель Дуйен-хана. Деякі з цих французьких авантюристів залишатимуться на високому посту в уряді Джи Лонга, такі як Філіп Ваньє, Жан-Батіст Чагньйо, де Форсанс і доктор Деспіу.
Смерть Джи Лонга і приєднання імператора Мін Монг в 1820 році сильно напружували відносини між Францією та В'єтнамом. Для того, щоб відновити тісні контакти, Жан-Батіст Хайгнеа був призначений французьким консулом в Хук. Він запропонував мирний договір, але залишився безуспішним, і остаточно відмовився від В'єтнаму з Філіпом Ваньєром та їхніми сім'ями у грудні 1824 року. 12 січня 1825 року в Даґанг прибув посольство на чолі з капітанами Хіасінте де Бугенвіль та Курсоном де-ла-Вілле-Еліо військові кораблі Тетіс і Есперенс. Хоча вони мали численні подарунки від Імператора, а листи від Людовіка XVIII, написані 28 січня 1824 року, посли не могли отримати глядачів з Мін Монг.

## Релігійні переслідування
У 1825 році імператор Мін Монг видав указ, який забороняв іноземним місіонерам у В'єтнамі після проникнення о. Реєрео з Тетісу, коли він був закріплений у Джа Нінґні .У своєму указі Мін Монг стверджував, що християнство збочене людей: "Погана релігія Західної людини заважає серцям людей. Довгий час багато західних кораблів прийшло до торгівлі з нами і вводити в нашу країну католицьких місіонерів, ці місіонери роблять криві народові серця, тим самим руйнуючи наші прекрасні звичаї. це велика катастрофа для нашої землі. Нашою метою є запобігання нашому народові відмовитися від нашого православного шляху, ми повинні відповідно повністю скасувати ці зловживання "- Мін Монг 1825 р. Указ проти християнства.
Оскільки заборона виявилася в значній мірі неефективною, і місіонери продовжували свою діяльність у В'єтнамі, особливо під захистом губернатора Кочінчіна Лев Ван Дуйтів, повна заборона на римський католицтво, а також французькі та в'єтнамські священики була прийнята за їх підтримкою від Левена ХОІ повстання (1833—1835), що призвело до переслідувань французьких місіонерів та покарання о. Джозефа Маршанда в 1835 році. Ці події годували у Франції бажання втрутитися і захистити римо-католицьку віру.
Після поразки Китаю Великій Британії в Опіумних війнах імператор Мін Монг намагався побудувати альянс з європейськими державами, відправивши делегація під мандарин Тон Ту Тунг в 1840 році. Вони були отримані в Парижі прем'єр-міністром Маршал Сульт та Торгівлі Міністр, але вони були врятовані королем Людовиком Філіпом. Це відбулося після Паризького товариства іноземних представництв, і Ватикан закликав до знущання за «ворога релігії». Посольство марно запропонував французьку торговельну монополію в обмін на обіцянку військової підтримки в разі нападу іншої країни . Спроба укласти договір з Америкою також зазнала невдачі, коли Мін Монг помер у 1841 році.
Спадкоємець Міх-Монг, Тієцю Трукі, також підтримав антикатолицьку політику свого попередника, але намагався уникнути прямого протистояння. Капітан Фавін-Левек, який прибув до Джангнга в 1840 році на борту корвета Еройн, отримав від Тітіну Трубі випуск п'яти в'язнів місіонерів.
Військово-морські втручання (1843—1847)
У 1843 році французький міністр закордонних справ Франсуа Гуізо направив флот на Схід під адміралом Жаном-Батістом Целілем і капітаном Чарне разом з дипломатом Лагреном . Цей крок відреагував на успіхи британців у Китаї в 1842 році, і Франція сподівалася компенсувати ці успіхи шляхом доступу до Китаю з півдня. Приводом для цього було підтримка зусиль Великої Британії в Китаї та боротьби з переслідуванням французьких місіонерів у В'єтнамі.
У 1845 році Целіл був відряджений до В'єтнаму, щоб отримати звільнення єпископа Домініка Лефівара, який був засуджений до смертної кари (запит про втручання французького військово-морського флоту був переданий капіталу Джона Персіваля в Конституцію США).
У 1847 році Целіл відправив два воєнні кораблі (Гроус та Вікторіа) під капітанами Лап'єр і Рикульта де Генуїллі до Джа Нінг (Туран) у В'єтнамі, щоб отримати звільнення двох ув'язнених французьких місіонерів, єпископа Домініка Лефівара (вдруге ув'язнено в тюрмі В'єтнам і відкрили таємницю) і Дюкло, і свобода віросповідання для католиків у В'єтнамі. Оскільки переговори пройшли безрезультатно, 15 квітня 1847 р. Внаслідок вибуху бомбардування «Джанг» виникла бійка між французьким флотом і в'єтнамськими кораблями, внаслідок цього затонули чотири в'єтнамських корабля. Після цього відплив французький флот .

## Територіальне завоювання
У 1858 році Карл Риккульт де Генуіллі напав на В'єтнам під накази Наполеона III після невдалої місії дипломата Шарля де Монтиньї. Його заява була зупинити переслідування католицьких місіонерів у країні та забезпечити безперешкодне поширення віри . Ригальт де Генуїллі з 14 французькими гарматами, 3000 чоловік та 300 філіппінських військ, що надається іспанцями, напали на порт Джангін в 1858 році, завдаючи значних збитків і окупувавши місто. Через кілька місяців Ригульту довелося виїхати з міста через проблеми постачання та хворобу.

## Завоювання Кочинін (1862—1874)
18 січня 1859 року Де Генуіллі здійснив захоплення Сайгона, міста з поганим захистом. Де Генуїллі було піддано критиці за свої дії, і його було замінено адміральською Сторі в листопаді 1859 року з інструкціями щодо отримання договору про захист римсько-католицької віри у В'єтнамі, але не намагатися отримати територіальні прибутки. Через відновлення боротьби в Китаї під час Другої опіумної війни адмірал Пейдж мав відвернути більшу частину своєї сили до Китаю, щоб там підтримувати адмірала Чарнера. У квітні 1860 р. Сторінка була відкликана до Франції і замінена капітаном d'Aries . Франко-іспанська сила в Сайгоні, що налічувала тепер лише близько 1000, була обложена приблизно 10 000 в'єтнамських сил з березня 1860 року до лютого 1861 року. Нарешті, після перемоги Франції в Китаї в битві при Палікао, до Сайгону було відправлено підкріплення 70 кораблів під адміралом Чарнером і 3,500 солдатів під генералом Вассойеном, завдяки чому французи змогли перемогти оснажених в'єтнамців у битві під Чин Хоа (Ки Хоа) 25 лютого 1861 року. Адмірал Боннар примусив вхід до річки Меконг і захопив Мусь То.
13 квітня 1862 р. В'єтнамський уряд був змушений вести переговори та офіційно відмовитися від територій Бінь-Хона, Джи-Шерна і Трюнг-Тюлунг до Франції в Сайгонському договорі 1862 р., Затвердженому Договором Хук (1863 р.).
Посольство було направлено до Франції під Фан Тхань Гіан в 1863 році, щоб спробувати відновити втрачені Франції території. Хоча Наполеон ІІ спочатку прийняв заяву Фан Тхань Гіан, угоду було остаточно скасовано в 1864 році під тиском кабінету Наполеона під керівництвом міністра ВМС та колоній Шасселуп-Лаубат.
У 1864 році всі французькі території на півдні В'єтнаму були оголошені новою французькою колонією Кочинін. У 1866 році Франція розпочала розвідку річки Меконг з метою досягнення багатства Китаю під керівництвом Ернеста Додарта де Лагрее та Френсіса Гарньє. Вони досягли Юньнань, виявивши, що Меконга не судноплавний до Китаю. Замість цього вони виявили, що річка Song-Koï в Тонкині була б непоганою альтернативою . У 1867 р. Адмірал Ла Граньєр на французьку територію було доставлено провінції Чаучжоц, Ха Тієн та Вьен Лонг. Адмірал Дупре став губернатором Кочінчіні. В'єтнамський імператор офіційно визнав французьке панування над Кочінчіною в 1874 році, в Сайгонському договорі 1874 року, на якому переговорив Пол-Луї-Фелікс Філастр.

## Протекторат над Аннамом і Тонкіним (1883)
У 1873 році Френсіс Гарньє був призначений відповідальним за експедицію в Тонкин з місією захисту французьких інтересів там, після неприємностей, з якими зіткнувся французький торговець Жан Дюпуї. Гарніє висадився в Ханой 3 листопада 1873 року, але переговори не відбулися. 20 листопада Гарньє зробив штурм ханайського цитаделі і усунув дельти, дев'ятьох офіцерів, 175 чоловіків і двох канонерських човнів . «Чорні прапори» протистояли французькому вторгненню, вступивши в партизанську кампанію, яка призвела до вбивства Гарньє 21 грудня 1873 року.
У березні 1882 року капітан Анрі Рів'єр знову відвідав Ханой з трьома канонерними човнами та 700 чоловіками, щоб отримати торговельну угоду. Після деяких провокацій Рів'єр захопив Ханой в квітні 1882 р. Знову ж таки напали «чорні прапори», а Рів'єр був убитий у травні 1883 року в «Битві за паперовий міст», що призвело до величезного руху на користь масштабного збройного втручання у Франції. Проголосували за кредити, і було відправлено велику силу 4 000 чоловік і 29 бойових кораблів (у тому числі 4 арсенала). Адмірал Амеде Кубет керуватиме силою в Тонкині, а адмірал Мейер буде працювати в Китаї.
Після невдалого ультиматуму, 18-19 серпня 1883 року Курбе бомбардував форти столиці Хюе. Форти були зайняті 20-м. Канікули Лайк і Віпер досягли столиці. 25 серпня в'єтнамський двір ухвалив рішення підписати Договір про Хуе (1883), Французький протекторат над рештою В'єтнаму (Аннам і Тонкін) був визнаний через цей договір.
Тонкінська кампанія (1883-85) та китайсько-французька війна (1884-85)
Наступна мета французів — повністю контролювати Тонкіна. У жовтні 1883 року Курбет був поміщений в команду експедиційного корпусу Тонкіна. У грудні 1883 року він очолював кампанію Сен Тай проти «Чорних прапорів» Французькі жертви були важкими (83 загиблих та 320 поранених), але чорні прапори були дуже ослаблені в результаті кампанії.
Кампанія Bắc Ninh (березень 1884) була однією з ряду зіткнень між французькими та китайськими силами в Тонкині (північний В'єтнам) за цей період. Кампанія, що тривала з 6 по 24 березня, призвела до захоплення французьким Bắc Ninh і повної поразки китайської армії Гуансі.
Китай, традиційний лідер В'єтнаму, продовжував оскаржувати французький вплив у цьому районі та підтримував Аннам, а також «Чорні прапори» на своїй території на кордоні з Тонкіним . Хоча був підписаний договір між Францією та Китаєм (11 травня 1884 р. Тяньцзинським угодою), який обіцяє китайську евакуацію з Тонкіна, військові зіткнення продовжувались, як і в амшві (Broughtc Lệ) (червень 1884 р.). Ці напруження призвели до китайсько-французької війни (1884-85), що змусило Китай повністю звільнитися з В'єтнаму і підтвердило французьке володіння.

## Французький Індокитай (1887—1954)
Французький Індокитай був офіційно сформований у жовтні 1887 р. З Аннама, Тонкіна, Кочінчіна (які разом утворюють сучасний В'єтнам) та Королівство Камбоджа після китайсько-французької війни (1884—1885 рр.). Жан Антуан Ернст Констанс став першим генерал-губернатором французької Індокитаї 16 листопада 1887 року. Лаос був доданий після Франко-Сіамської війни 1893 року.
Федерація тривала до 1954 року. У чотирьох протекторатах французи офіційно залишили владних місцевих правителів, які були імператорами В'єтнаму, королями Камбоджі та королями Луанг-Прабанг, але фактично зібрали всі повноваження в своїх руках, місцеві правителі діють тільки як голови.

## Індокитайська війна та в'єтнамська незалежність (1954)
В'єтнам отримав незалежність після Першої війни в Індокитаї. У 1945 році Хо Чі Мін оголосив незалежну Демократичну Республіку В'єтнам, яка була визнана партійними комуністичними урядами Китаю та Радянського Союзу. Боротьба тривала до березня 1954 року, коли Вісті Мін виграв вирішальну перемогу над французькими силами у виснажливому Битві при Джімені Бен-Фю. Це призвело до роз'єднання В'єтнаму до Демократичної Республіки В'єтнам на півночі, під управлінням В'єтнаму Мін, та штату В'єтнам на півдні, що мали підтримку Сполучених Штатів, Сполученого Королівства та Франції. На Женевській конференції 1954 року Франція відмовилася від претензії на територію Індокитайського півострова. Лаос і Камбоджа також стали незалежними в 1954 році, але обидва були втягнуті у В'єтнамську війну.
Події 1954 року ознаменували завершення французької участі в регіоні та початком серйозних зобов'язань США. Напруженість між Північним та Південним В'єтнамом призвела до В'єтнамської війни

## Постовірні відносини (з 1973 по теперішній час)
Франція визнала Північний В'єтнам і встановила дипломатичні відносини 12 квітня 1973 року.
Франсуа Міттеран став першим президентом Франції, який коли-небудь відвідав В'єтнам у 1990 році, з метою посилення співпраці між Францією та її колишньою колонією, В'єтнамом. З тих пір Франція серйозно ставиться до В'єтнаму через історичний слід і роль В'єтнаму у Франкофонії.

## Постійні дипломатичні місії
- Франція має посольство у Ханої і генеральне консульство в Хошіміні.
- В'єтнам має посольство у Парижі.

## Додаткове читання
- Britto, Karl Ashoka (2004). Disorientation: France, Vietnam, and the ambivalence of interculturality. Hong Kong: Hong Kong University Press. ISBN 9622096506.

Шаблон:Міжнародні відносини В'єтнаму